# Sin After Sin
Sin After Sin е трети студиен албум на британската хевиметъл група Judas Priest, издаден през 1977 г. В този албум се виждат заложбите на младия и много обещаващ сешън барабанист Саймън Филипс, който е едва 19-годишен по време на записване на албума. В албума е включен и кавър на песента на Джоун Байез Diamonds and Rust, което става едно от любимите изпълнения на феновете по концертите. Първоначално Race With The Devil е било запланувано на мястото на Diamonds and Rust, но продуцентът Роджър Глоувър убеждава групата, че второто „ще пасне по-добре на останалата част на албума“.
Смята се, че името на албума е трябвало да бъде Island of Domination, на едноименното парче от Sad Wings of Destiny, като е предвидено в албума да влезе и негов римейк. Впоследствие поради популярността на Sinner името е сменено. Освен това фразата sin after sin се среща и в предишния албум, в песента Genocide: Sin after sin, I have endured... Yet the wounds I bear, are the wounds of love. През 2001 г. албумът е преиздаден, като са включени няколко бонус парчета.
През 1988 г. Slayer правят кавър на песента Dissident Aggressor в албума си South of Heaven. Arch Enemy правят кавър на Starbreaker и го включват като бонус парче в Wages of Sin.

## Състав
- Роб Халфорд – вокали
- Кенет Даунинг – китара
- Глен Типтън – китара
- Йън Хил – бас

### Допълнителен персонал
- Саймън Филипс – барабани

## Песни
| Sin After Sin | Sin After Sin                   | Sin After Sin | Sin After Sin | Sin After Sin | Sin After Sin | Sin After Sin | Sin After Sin | Sin After Sin | Sin After Sin |
| №             | Име                             | Време         |               |               |               |               |               |               |               |
| ------------- | ------------------------------- | ------------- | ------------- | ------------- | ------------- | ------------- | ------------- | ------------- | ------------- |
| 1.            | Sinner                          | 6:45          |               |               |               |               |               |               |               |
| 2.            | Diamonds & Rust                 | 3:28          |               |               |               |               |               |               |               |
| 3.            | Starbreaker                     | 4:49          |               |               |               |               |               |               |               |
| 4.            | Last Rose of Summer             | 5:37          |               |               |               |               |               |               |               |
| 5.            | Let Us Prey/Call For The Priest | 6:12          |               |               |               |               |               |               |               |
| 6.            | Raw Deal                        | 6:00          |               |               |               |               |               |               |               |
| 7.            | Here Come the Tears             | 4:36          |               |               |               |               |               |               |               |
| 8.            | Dissident Aggressor             | 3:07          |               |               |               |               |               |               |               |
| 40:07         |                                 |               |               |               |               |               |               |               |               |

### Бонус парчета от 2001
1. Race with the Devil – 3:06 (Ейдриън Гурвиц)
2. Jawbreaker (лайф) – 4:00 (Халфорд, Даунинг, Типтън)